# 博登塞
博登塞（德語：Bodensee，發音：[ˈboːdn̩zeː] ⓘ）是德国下萨克森州哥廷根县的市镇，面积7.47平方千米，2023年12月31日人口为787人。